# گانگنونگ
شهر گانگنونگ (به کره‌ای: 강릉시)، یک شهر در شمال‌شرق کره جنوبی (شرق شبه‌جزیره کره) بر روی ساحل دریای شرق کره (دریای ژاپن) است که در تابعیت استان گانگوون قرار دارد. این شهر یکی از مناطق گردشگری کره جنوبی و مقصدی با جذبه برای علاقه‌مندان به رصد طلوع خورشید بر روی آب‌های آزاد می‌باشد.

## تاریخ
در آوریل سال ۱۹۱۴ میلادی، در دوران حاکمیت استعماری ژاپن بر کره، در تابعیت استان (تاریخی) گانگوون، «شهرستان گانگ‌نونگ» [강릉군] با ۱۳ قصبه قرار داشت. این قصبه‌ها شامل: اوک‌گیه [옥계면]، جاگاگوک [자가곡면]، جونگ‌دونگ [정동면]، دوک‌بانگ [덕방면]، ساچون [사천면]، گوجونگ علیا [상구정면]، گوجونگ سفلی [하구정면]، سونگشان [성산면]، سونگ‌نام [성남면]، شیلّی [신리면]، گونّه [군내면]، مانگ‌سانگ [망상면]، یون‌گوک [연곡면].
در اکتبر سال ۱۹۱۶ میلادی، دو قصبه تغییر نام یافتند. «قصبهٔ جاگاگوک» به «گانگ‌دونگ» [강동면]  و «قصبهٔ گونّه» به «گانگ‌نونگ» [강릉면] تغییر یافتند.
در نوامبر سال ۱۹۱۷ میلادی، دو قصبهٔ دیگر تغییر نام یافتند. قصبهٔ «گوجونگ علیا (سانگ‌گوجونگ)» به «وانگسان» [왕산면]، و ««گوجونگ سفلی (هاگوجونگ)» به «گوجونگ» [구정면] تغییر نام یافت
در نوامبر سال ۱۹۲۰، دو قصبهٔ «دوک‌بانگ» و «سونگ‌نام» تحت نام ترکیبی «سونگدوک» [성덕면] ادغام شدند، و تعداد قصبه‌های تابعهٔ گانگ‌نونگ به ۱۲ عدد رسید.
در آوریل ۱۹۳۱ میلادی، «قصبهٔ گانگ‌نونگ‌» به شهرک [강릉읍] ارتقاء یافت.
در آوریل ۱۹۳۷، نام قصبهٔ «شیلّی» به «جومون‌جین» [주문진면] تغییر یافت.
در سپتامبر ۱۹۳۸، نام قصبهٔ «جونگ‌دونگ» به «گیونگپو» [경포면] تغییر یافت.
در نوامبر ۱۹۴۰ میلادی، قصبهٔ «جومون‌جین» به شهرک [주문진읍] ارتقاء یافت.
در اکتبر سال ۱۹۴۲ میلادی، قصبهٔ «مانگ‌سانگ» به شهرک ارتقاء یافته و نام آن به «شهرک موکهو» [묵호읍] تغییر یافت.
پس از استقلال کره از ژاپن در سال ۱۹۴۵ میلادی، این کشور به دو نیمه تقسیم شد. مرز بین دو کره در آن زمان، مدار ۳۸ درجه شمالی در نظر گرفته شده بود. این مدار از میان استان (تاریخی) گانگوون و از میان شهرستان یانگ‌یانگ عبور می‌کند. در نتیجه استان گانگوون به نیمهٔ شمالی و نیمهٔ جنوبی تقسیم شد. تمامی اراضی گانگ‌نونگ در کره جنوبی قرار گرفت.
اما بیشتر اراضی شهرستان یانگ‌یانگ، در همسایگی شمالی گان‌نونگ، منجمله قصبهٔ یانگ‌یانگ، در شمال این مدار قرار گرفتند. در نتیجه، این شهرستان در عمل به دو نیمه تقسیم شد.
نیمهٔ جنوبی شهرستان یانگ‌یانگ فاقد شهریت و مرکزیت بود، و به همین دلیل در سپتامبر ۱۹۴۵ منحل شده و به شهرستان گانگ‌نونگ ملصق شد. تمامی قصبهٔ «هیون‌نام» در جنوب مرز قرار گرفت. قصبهٔ «هیون‌بِک» به دو نیمهٔ هم‌نام در دو کره تقسیم شد. و قصبهٔ «غربی (سو)» به دو نیمه تقسیم شد، که نیمهٔ شمالی آن در کره شمالی نام خود را حفظ کرده، و نیمهٔ جنوبی، در حین ضمیمه شدن به شهرستان گانگ‌نونگ، به «شین‌سو (غربی جدید)» [신서면] تغییر نام داد. شهرستان گانگ‌نونگ در این دوران، ۳ شهرک و ۱۲ قصبه داشت.
با پایان جنگ کره در سال ۱۹۵۳ میلادی و امضای آتش‌بس بین کره شمالی و ایالات متحده آمریکا، تمامی اراضی شهرستان یانگ‌یانگ تحت حاکمیت کره جنوبی قرار گرفت. در نتیجه، در نوامبر ۱۹۵۴ میلادی، این شهرستان، تحت مدیریت استان (جنوبی) گانگوون مجددا تاسیس شد. اراضی قصبه‌های «هیون‌بک» و «سو (غربی)» به طور کامل مانند سابق در این شهرستان قرار گرفتند. اما قصبهٔ «هیون‌نام» در گانگ‌نونگ|شهرستان گانگ‌نونگ باقی ماند. شهرستان گانگ‌نونگ در این دوران، ۳ شهرک و ۱۰ قصبه داشت.
در سپتامبر سال ۱۹۵۵ میلادی، «شهرک گانگ‌نونگ» به دو قصبهٔ «سونگدوک» و «گیونگپو» ادغام شده، از شهرستان گانگ‌نونگ جدا شده، و «شهر گانگ‌نونگ» را تشکیل دادند. ۲ شهرک و ۸ قصبهٔ دیگر، در تابعیت «شهرستان گانگ‌نونگ» باقی ماندند. نام این شهرستان، از «گانگ‌نونگ» به «میونگجو» [명주군] تغییر کرد. این شهرستان متشکل از ۲ شهرک و ۸ قصبه بود.
در این پروسه، «شهرک گانگ‌نونگ» منحل شده و روستاهای تابعهٔ آن، «ناحیه» ارتقاء یافتند. همینطور، دو قصبهٔ «سونگدوک» و «گیونگپو» به «ناحیه‌های» کوچکتر تغییر وضعیت داده شدند. روستاهای تابعهٔ این دو ناحیهٔ نو، به «ناحیه» تحت تابعیتِ ناحیه تبدیل شدند.
در ژانویه سال ۱۹۶۳ میلادی، قصبهٔ «هیون‌نام» از «شهرستان میونگجو» جدا شده و ضمیمهٔ شهرستان یانگ‌یانگ شد. در تابعیت شهرستان میونگجو ۲ شهرک و ۷ قصبه باقی ماندند.
در آوریل ۱۹۶۵ میلادی، ناحیهٔ «اوکپو» [구절리] به دو ناحیهٔ «اوکچون» و «پونام» تقسیم شد. همزمان، ناحیهٔ «ایبام» [입암동] تقسیم شده و نواحی «ایبام» و «دوسان» [두산동] جدا شدند.
در ژوئیه سال ۱۹۷۳ میلادی، دو روستای‌ «گوجول» [구절리] و «نام‌گوک» [남곡리] از «قصبهٔ وانگسان»  در «شهرستان میونگجو» جدا شده و به شهرستان جونگ‌سون، «قصبهٔ بوک (شمالی)» [북면] پیوستند.
در آوریل سال ۱۹۸۰ میلادی، شهرک «موکهو» از این شهرستان، به همراه شهرک «بوک‌پیونگ» از شهرستان سامچوک ادغام شده و شهر دونگهه را تشکیل دادند. شهرستان میونگجو در این زمان متشکل از ۱ شهرک و ۷ قصبه بود.
در فوریه ۱۹۸۳ میلادی، دو روستای «اون‌بیول» و «سان‌بوک» از قصبهٔ «گوجونگ» جدا شده و به ترتیب به قصبه‌های «گانگ‌دونگ» و «سونگسان» پیوستند.
در اکتبر ۱۹۸۳ میلادی، دو ناحیهٔ «سونگ‌نام» [성남동] و «نام‌مون» [남문동] ادغام شده و ناحیهٔ «جونگانگ» را تشکیل دادند. در همان تاریخ، ناحیهٔ‌ «گیو» به دو قسمت «گیو ۱ام» و «گیو ۲ام» تقسیم شد.(۲۰ ناحیه)
در ژانویه سال ۱۹۹۵ میلادی، در پی سیاست تقسیمات اداری کره جنوبی در متحد کردن شهرها و حومه‌های آنها، «شهر گانگ‌نونگ» و «شهرستان میونگجو» با هم تحت نام «شهر گانگ‌نونگ» ادغام شدند. (۲۰ ناحیه، ۱ شهرک، و ۷ قصبه)
در مارس ۱۹۹۵، ناحیهٔ‌ «پونام» به دو قسمت «پونام ۱ام» و «پونام ۲ام» تقسیم شد.(۲۱ ناحیه، ۱ شهرک، و ۷ قصبه)
در اکتبر ۱۹۹۸، تعدادی از نواحی (۱۱ عدد) تابعهٔ گانگ‌نونگ ادغام شده و تعداد آن‌ها کاهش یافت (به ۴ عدد). دو ناحیهٔ «ایمدانگ» [임당동] و «جونگانگ» ادغام شده و با نام «جونگانگ» ادغام شدند. سه ناحیهٔ «جانگهیون» [장현동] و «نوئام» [노암동] و «وولهوپیونگ» [월호평동] ادغام شده و ناحیهٔ «گانگنام» را تشکیل دادند. دو ناحیهٔ «ایبام» [입암동] و «دوسان» [두산동] ادغام شده و ناحیهٔ «سونگ‌دوک» را تشکیل دادند. چهار ناحیهٔ «اونجونگ» [운정동] و «جو» 저동] و «جوگهون» [죽헌동] و «یوچون» [유천동] ادغام شده و ناحیهٔ «گیونگپو» را تشکیل دادند. (۱۳ ناحیه، ۱ شهرک، و ۷ قصبه)

در ژوئن سال ۲۰۱۸، در قصبهٔ سانچون، روستای «سانده‌وول» به دو روستای «سانده‌وول» و «سونپو» تقسیم شد.

## حمل و نقل

### حمل و نقل ریلی
شهر گانگ‌نونگ بدر منتهی‌الیه شرقی یکی از خطوط مسیر قطارهای سریع‌السیر ملی کره (KTX) قرار دارد. البته که خط ریلی، خطوط ویژهٔ سریع‌السیر نمی‌باشند. اما قطارهای سریع‌السیر از این شهر و بر روی خطوط ریلی عادی عبور می‌کنند. خط ریلی به نام «گیونگ‌گانگ» (به معنی پایتخت به گانگوون) جدا می‌شود. این خط از مرکز شهر شروع شده، از طریق تونل به جنوب شهر رفته، و سپس به سمت غرب کره می‌رود. این خط، سئول و وون‌جو (پرجمعیت‌ترین شهر استان گانگوون) را به گانگ‌نونگ متصل می‌کند. این خط و این ایستگاه در دسامبر سال ۲۰۱۷ میلادی افتتاح شد.
در گذشته، مسیر ریلی مسافری دیگری، با نام «خط دریائی» [바다열차]، شهرها و نقاط مختلفی را در طول شمالی-جنوبی دریای شرق کره (دریای ژاپن) در استان گانگوون به هم متصل می‌کرد. این خط ۵۸ کیلومتر طول داشت، ۶ توقف داشت، و یک ساعت و ۱۰ دقیق سفر در آن طول می‌کشید. این خط در دسامبر سال ۲۰۲۳ میلادی، به دلیل قدیمی بودن قطارها و ایرادات فنی، تعطیل شد.

### حمل و نقل جاده‌ای
شهر گانگ‌نونگ محل تلاقی دو آزادراه سراسری ملی می‌باشد، آزادراه‌های شمارهٔ ۵۰ و ۶۵.
آزادراه شمارهٔ ۵۰، موسوم به «یونگ‌دونگ» [영동고속도로]، غرب به شرق شبه‌جزیره کره را به هم متصل می‌کند. این آزادره از حوالی اینچون در نزدیکی دریای غربی کره (دریای زرد) در غرب شروع شده و با عبور از شهرهای اقماری جنوب سئول در استان گیونگ‌گی، منجمله با عبور از مرکز آن استان، شهر سوون، و سپس با عبور از وون‌جو و گذر از میان رشته‌کوه‌های ته‌بِک، به گانگ‌نونگ و ساحل دریای شرق کره (دریای ژاپن) می‌رسد. این آزادراه سپس به سمت شرق ادامه یافته و با ، به ساحل شرقی شبه‌جزیرهٔ کره و گانگ‌نونگ، می‌رسد. این آزادراه مستقیما وارد منطقهٔ‌ شهری اصلی گانگ‌نونگ نمی‌شود. اما این آزادراه شاهراه اصلی ارتباطی گانگ‌نونگ به سئول و سایر نقاط کشور می‌باشد.
آزادراه شمارهٔ ۶۵، موسوم به «دریای شرقی» [동해 고속도로]، شرقی‌ترین آزادراه سراسری شمالی-جنوبی در شبه‌جزیرهٔ‌ کره می‌باشد. اما این آزادراه، آزادراهی به معنای واقعی سراسری نیست. آزادراه ۶۵ در شمال‌شرق کره جنوبی، آزادراهیست با طول حدود ۱۲۲ کیلومتر، و مطلقا در استان گانگوون. این آزادراه از شهر گانگ‌نونگ حدود ۵۸ کیلومتر به جنوب رفته و با عبور از دونگهه به سامچوک متصل می‌شود. سپس این آزادراه حدود ۶۴ کیلومتر به شمال امتداد یافته و به سوکچو متصل می‌شود. این آزادراه در با گانگ‌نونگ ۳ عدد تقاطع غیر هم‌سطح ارتباطی دارد، و با آزادراه شمارهٔ ۵۰ نیز متصل است.
نیمهٔ دیگری از آزادراه شمارهٔ ۶۵، در جنوب‌غرب کره جنوبی، به طول ۱۰۰ کیلومتر، شهرهای پوهانگ، اولسان، و بوسان را به هم متصل می‌کند. اما فاصلهٔ‌ بین این دو بخش مجزاء آزادراه، حدود ۱۶۰ کیلومتر می‌باشد. طرح‌های متعددی برای اتصال کامل این آزادراه به موازات ساحل شرقی کره وجود داشته، اما تاکنون اتفاقی در این زمینه نیوفتاده است.

## تقسیمات اداری
شهر گانگ‌نونگ به ۱۳ ناحیه، ۱ شهرک، و ۷ قصبهٔ تابعه تقسیم شده است. در تابعیت شهرک و قصبهٔ تابعهٔ این شهر، در مجموع ۶۵ عدد روستا وجود دارد. 
|                       |                       |                       |                               |                               |                      |            |        |  |  |  |
|                       |                       |                       |                               |                               |                      |            |        |  |  |  |
| نام                   | کره‌ای (هانگول)        | هانجا                 | برگردان لاتین (نظام اصلاح‌شده) | برگردان لاتین (مک‌کیون–ریشاور) | مساحت (کیلومتر مربع) | جمعیت-۲۰۲۵ | خانوار |  |  |  |
| منطقهٔ شهری گانگ‌نونگ   | منطقهٔ شهری گانگ‌نونگ   | منطقهٔ شهری گانگ‌نونگ   | منطقهٔ شهری گانگ‌نونگ           | منطقهٔ شهری گانگ‌نونگ           | ۷۶٫۴۸                | ۱۶۳٬۹۷۳    | ۸۰٬۸۵۷ |  |  |  |
| ناحیه اوکچون          | 옥천동                | 玉泉洞                | Okcheon-dong                  | Okch'ŏn-dong                  | ۰٫۵۸                 | ۲٬۹۶۳      | ۱٬۹۱۸  |  |  |  |
| ناحیه پونام ۱ام       | 포남1동               | 浦南1洞               | Ponam 1(il)-dong              | P'onam 1(il)-tong             | ۱٫۲۸                 | ۱۰٬۴۵۰     | ۵٬۸۷۹  |  |  |  |
| ناحیه پونام ۲ام       | 포남2동               | 浦南2洞               | Ponam 2(i)-dong               | P'onam 2(i)-dong              | ۲٫۵۸                 | ۱۱٬۴۰۷     | ۶٬۳۴۳  |  |  |  |
| ناحیه جونگانگ         | 중앙동                | 中央洞                | Jungang-dong                  | Chungang-dong                 | ۱٫۰۰                 | ۴٬۱۶۲      | ۲٫۵۶۲  |  |  |  |
| ناحیه چودانگ          | 초당동                | 松亭洞                | Chodang-dong                  | Ch'odang-tong                 | ۲٫۸۹                 | ۴٬۲۰۸      | ۲٬۲۰۲  |  |  |  |
| ناحیه سونگ‌جونگ        | 송정동                | 松亭洞                | Songjeong-dong                | Songjŏng-tong                 | ۳٫۴۹                 | ۹٬۲۰۷      | ۴٬۰۸۲  |  |  |  |
| ناحیه سونگدوک         | 성덕동                | 城德洞                | Seongdeok-dong                | Sŏngdŏk-tong                  | ۱۱٫۴۰                | ۲۵٬۹۵۷     | ۱۱٬۷۱۳ |  |  |  |
| ناحیه گانگنام         | 강남동                | 江南洞                | Gangnam-dong                  | Kangnam-tong                  | ۱۶٫۰۸                | ۱۶٬۰۴۱     | ۷٬۹۹۷  |  |  |  |
| ناحیه گیو ۱ام         | 교1동                 | 校1洞                 | Gyo 1(il)-dong                | Kyo 1(il)-tong                | ۲٫۹۰                 | ۲۷٬۴۸۲     | ۱۲٬۸۷۹ |  |  |  |
| ناحیه گیو ۲ام         | 교2동                 | 校2洞                 | Gyo 2(i)-dong                 | Kyo 2(i)-dong                 | ۲٫۴۰                 | ۸٬۷۰۶      | ۴٬۲۲۶  |  |  |  |
| ناحیه گیونگپو         | 경포동                | 鏡浦洞                | Gyeongpo-dong                 | Kyŏngp'o-dong                 | ۲۳٫۰۶                | ۱۱٬۲۸۱     | ۵٬۳۸۴  |  |  |  |
| ناحیه نه‌گوک           | 내곡동                | 內谷洞                | Naegok-dong                   | Naegok-tong                   | ۴٫۹۶                 | ۱۸٬۱۴۹     | ۸٬۷۳۱  |  |  |  |
| ناحیه هونگجه          | 홍제동                | 洪濟洞                | Hongje-dong                   | Hongje-dong                   | ۳٫۸۶                 | ۱۳٬۹۶۰     | ۶٬۹۴۴  |  |  |  |
| منطقهٔ حومه‌ای گانگ‌نونگ | منطقهٔ حومه‌ای گانگ‌نونگ | منطقهٔ حومه‌ای گانگ‌نونگ | منطقهٔ حومه‌ای گانگ‌نونگ         | منطقهٔ حومه‌ای گانگ‌نونگ         | ۹۶۴٫۳۱               | ۴۳٬۱۳۵     | ۲۳٬۹۴۲ |  |  |  |
| شهرک جومون‌جین         | 주문진읍              | 注文津邑              | Jumunjin-eup                  | Chumunjin-ŭp                  | ۶۰٫۵۵                | ۱۵٬۴۹۴     | ۸٬۸۶۹  |  |  |  |
| قصبه اوک‌گیه           | 옥계면                | 玉溪面                | Okgye-myeon                   | Okkye-myŏn                    | ۱۴۸٫۸۳               | ۳٬۲۶۹      | ۱٬۸۷۱  |  |  |  |
| قصبه ساچون            | 사천면                | 沙川面                | Sacheon-myeon                 | Sach'ŏn-myŏn                  | ۷۰٫۹۰                | ۵٬۲۹۱      | ۲٬۹۲۷  |  |  |  |
| قصبه سونگسان          | 성산면                | 城山面                | Seongsan-myeon                | Sŏngsan-myŏn                  | ۸۰٫۱۸                | ۳٬۳۹۴      | ۱٬۷۶۲  |  |  |  |
| قصبه گانگ‌دونگ         | 강동면                | 江東面                | Gangdong-myeon                | Kangdong-myŏn                 | ۱۱۲٫۸۰               | ۳٬۷۴۱      | ۲٬۱۴۹  |  |  |  |
| قصبه گوجونگ           | 구정면                | 邱井面                | Gujeong-myeon                 | Kujŏng-myŏn                   | ۴۲٫۸۱                | ۴٬۰۸۵      | ۲٬۰۲۱  |  |  |  |
| قصبه وانگسان          | 왕산면                | 王山面                | Wangsan-myeon                 | Wangsan-myŏn                  | ۲۴۵٫۷۱               | ۱٬۴۸۳      | ۸۸۵    |  |  |  |
| قصبه یون‌گوک           | 연곡면                | 連谷面                | Yeongok-myeon                 | Yŏn'gong-myŏn                 | ۲۰۲٫۵۳               | ۶٬۳۷۸      | ۳٬۴۵۸  |  |  |  |

### لیست روستاها
شهرک جومون‌جین
| - ‌ جانگ‌دوک (장덕리، Jangdeok-ri) - جومون (주문리، Jumun-ri) | - سام‌گیو (삼교리، Samgyo-ri) - ‌ گیوهانگ (교항리، Gyohang-ri) | - هیانگهو (향호리، Hyangho-ri) |

قصبه اوک‌گیه
| - بوک‌دونگ (북동리، Bukdong-ri) - جوسان (조산리، Josan-ri) - جوسو (주수리، Jusu-ri) - چون‌نام (천남리، Cheonnam-ri) | - دوجیک (도직리، Dojik-ri) - سانگ‌گیه (산계리، Sanggye-ri) - گومجین (금진리، Geumjin-ri) - ناک‌پونگ (낙풍리، Nakpung-ri) | - نام‌یانگ (남양리، Namyang-ri) - هیونّه (현내리، Hyeonnae-ri) |

قصبه ساچون
| - بانگ‌دونگ (방동리، Bangdong-ri) - پان‌گیو (판교리، Pangyo-ri) - دوک‌شیل (덕실리، Deoksil-ri) | - ساچون‌جین (사천진리، Sacheonjin-ri) - ساگیماک (사기막리، Sagimak-ri) - سانده‌وول (산대월리، Sandaeweol-ri) | - سوک‌گیو (석교리، Seokgyo-ri) - مینو (미노리، Mino-ri) - نودونگ (노동리، Nodong-ri) |

قصبه سونگسان
| - اوبونگ (오봉리، Obong-ri) - اوهول (어흘리، Eoheul-ri) - بوگوانگ (보광리، Bogwang-ri) | - سانبوک (산북리، Sanbuk-ri) - سوانگام (송암리، Songam-ri) - گوسان (구산리، Gusan-ri) | - گوانوم (관음리، Gwaneum-ri) - گومسان (금산리، Geumsan-ri) - ویچون (위촌리، Wichon-ri) |

قصبه گانگ‌دونگ
| - آنین (안인리، Anin-ri) - آنین‌جین (안인진리، Aninjin-ri) - اون‌بیون (언별리، Eonbyeol-ri) - ایم‌گوک (임곡리، Imgok-ri) | - جونگ‌دونگ‌جین (정동진리، Jeongdongjin-ri) - سانسونگو (산성우리، Sanseongu-ri) - شیم‌گوک (심곡리، Simgok-ri) - شیدونگ سفلی (هاشیدونگ) (하시동리، Hasidong-ri) | - شیدونگ علیا (سانگ‌شیدونگ) (상시동리، Sangsidong-ri) - موجون (모전리، Mojeon-ri) |

قصبه گوجونگ
| - اودان (어단리، Eodan-ri) - جه‌بی (제비리، Jebi-ri) - دوک‌هیون (덕현리، Deokhyeon-ri) | - گوجونگ (구정리، Gujeong-ri) - گوم‌گوانگ (금광리، Geumgwang-ri) - هاکسان (학산리، Haksan-ri) | - یوچان (여찬리، Yeochan-ri) |

قصبه وانگسان
| - دوما (도마리، Doma-ri) - ده‌گی (대기리، Daegi-ri) | - سونگهیون (송현리، Songhyeon-ri) - گودان (고단리، Godan-ri) | - موک‌گیه (목계리، Mokgye-ri) - وانگسان (왕산리، Wangsan-ri) |

قصبه یون‌گوک
| - بانگ‌نه (방내리، Bangnae-ri) - توئگوک (퇴곡리، Toegok-ri) - دونگ‌دوک (동덕리، Dongdeok-ri) | - سامسان (삼산리، Samsan-ri) - سونگنیم (송림리، Songnim-ri) - شین‌وانگ (신왕리، Sinwang-ri) | - هانگ‌جونگ (행정리، Haengjeong-ri) - یودونگ (유등리، Yudeung-ri) - یونگجین (영진리، Yeongjin-ri) |

## نگارخانه

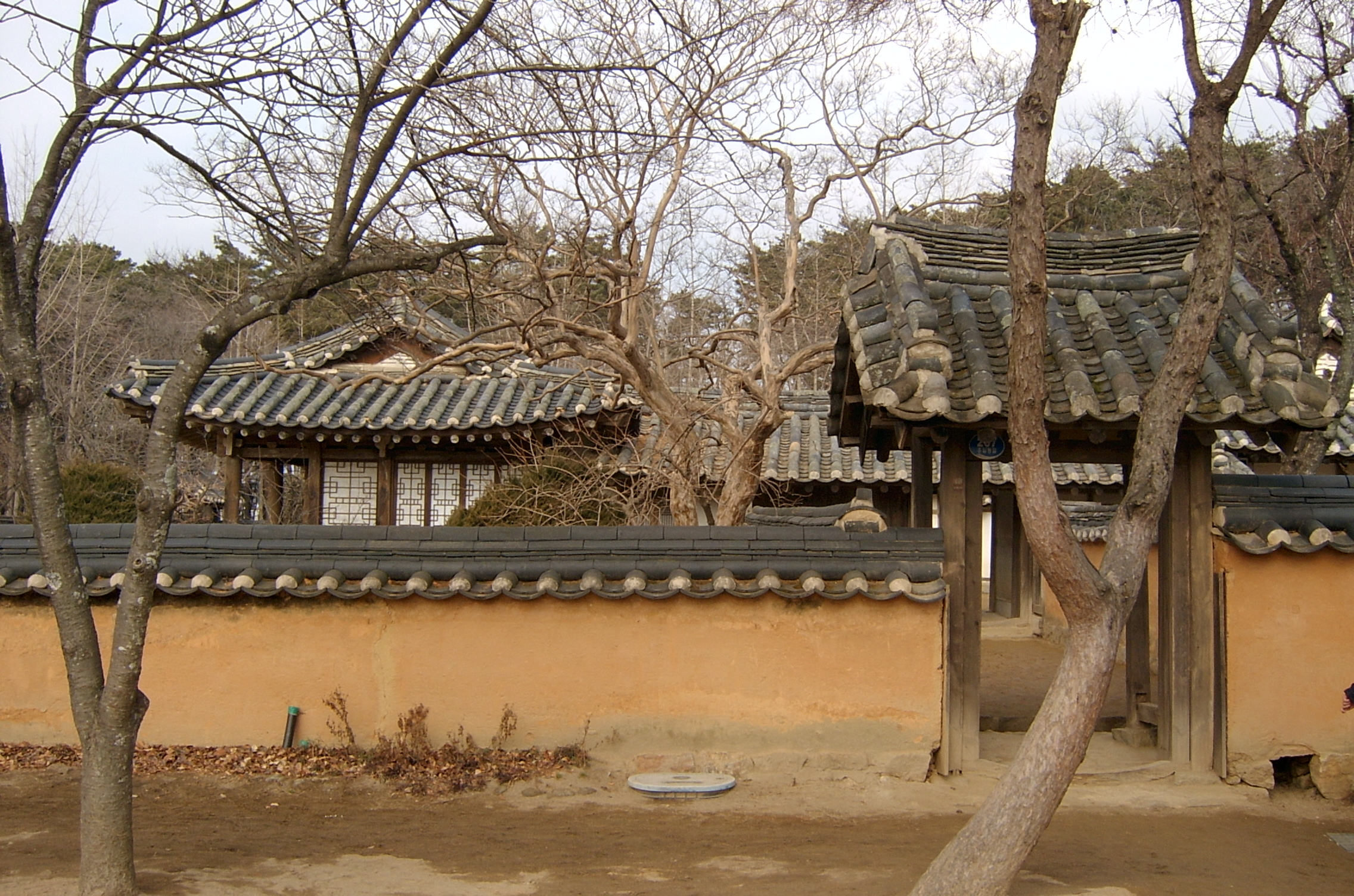
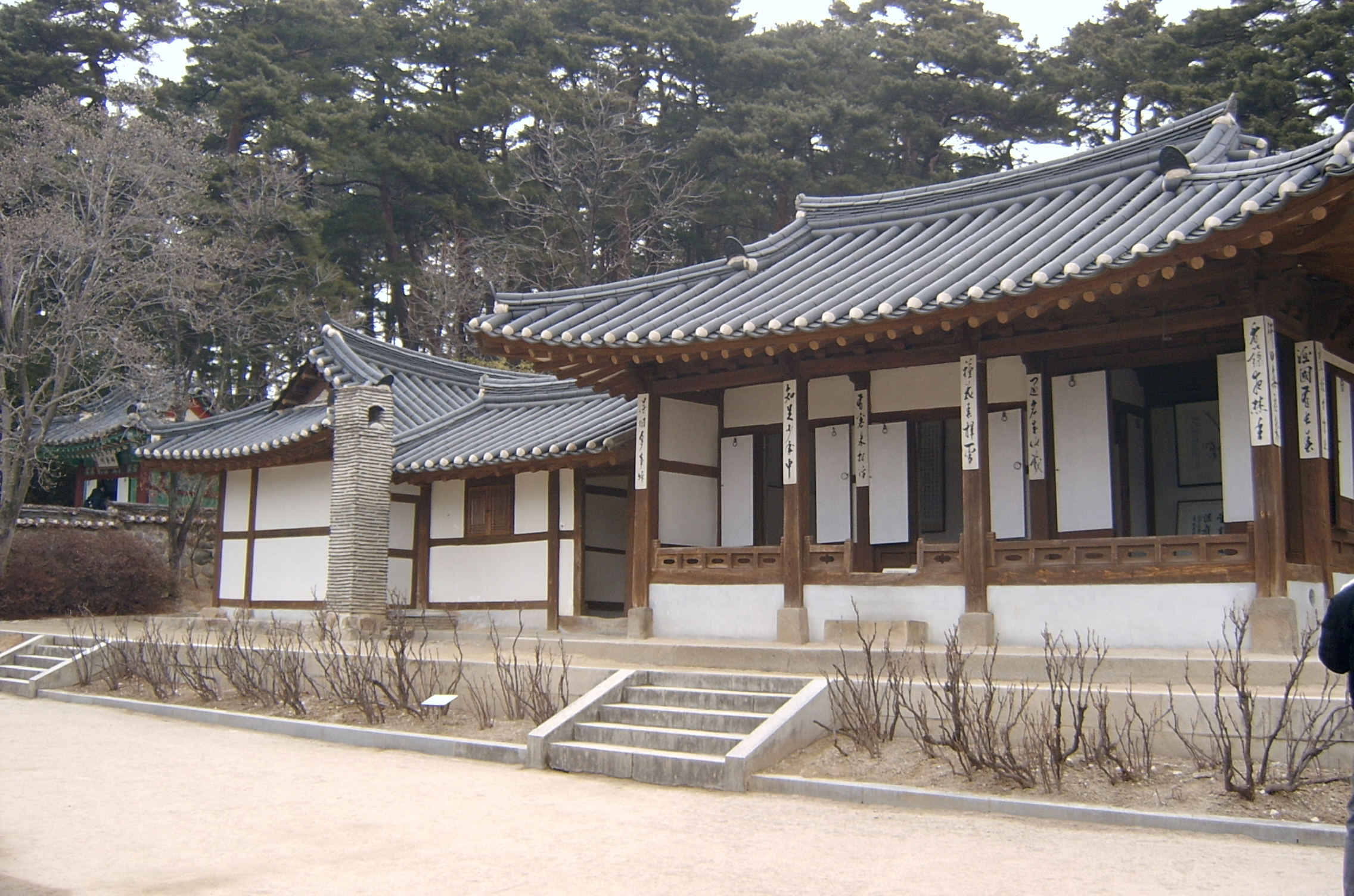
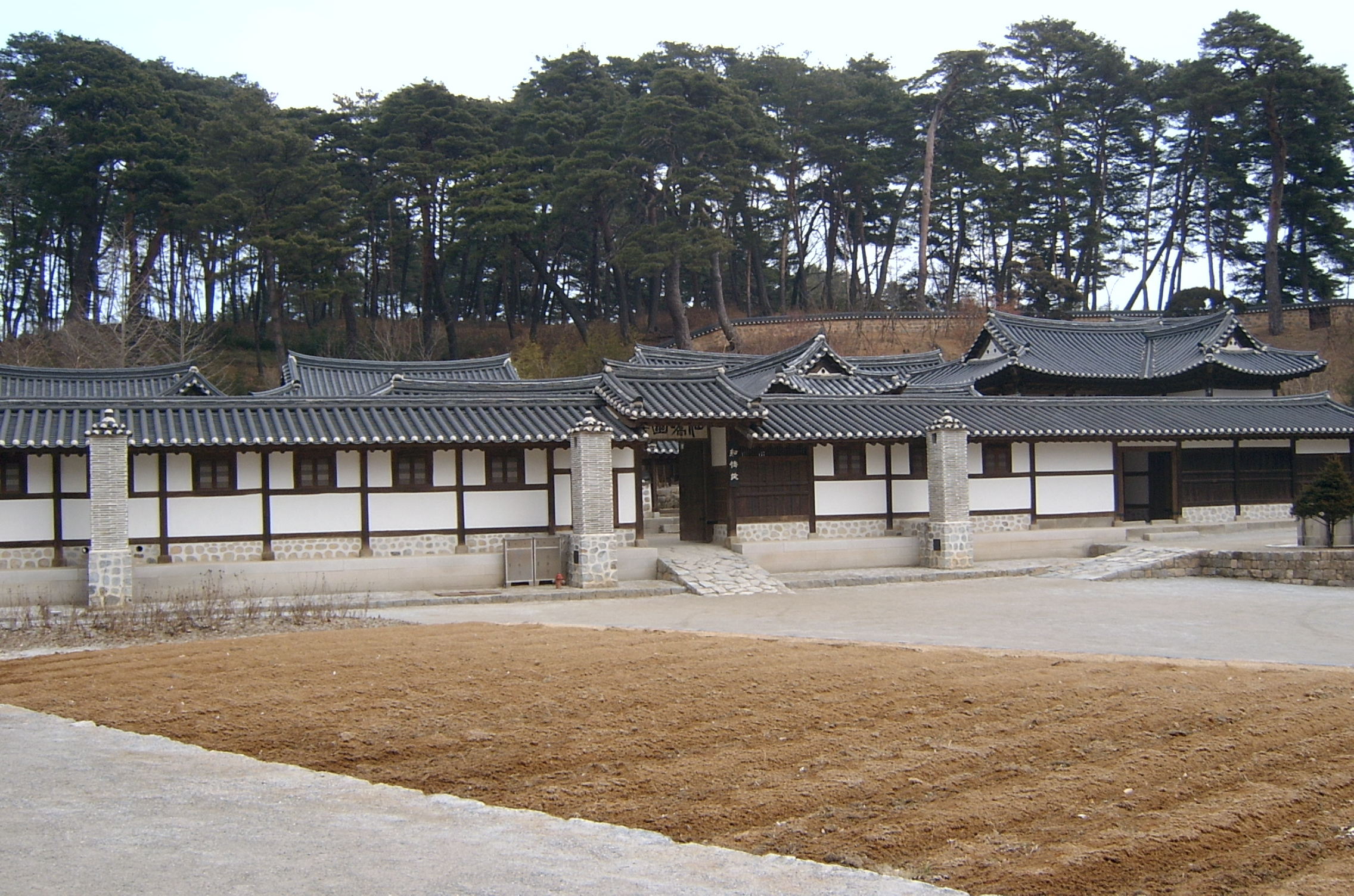
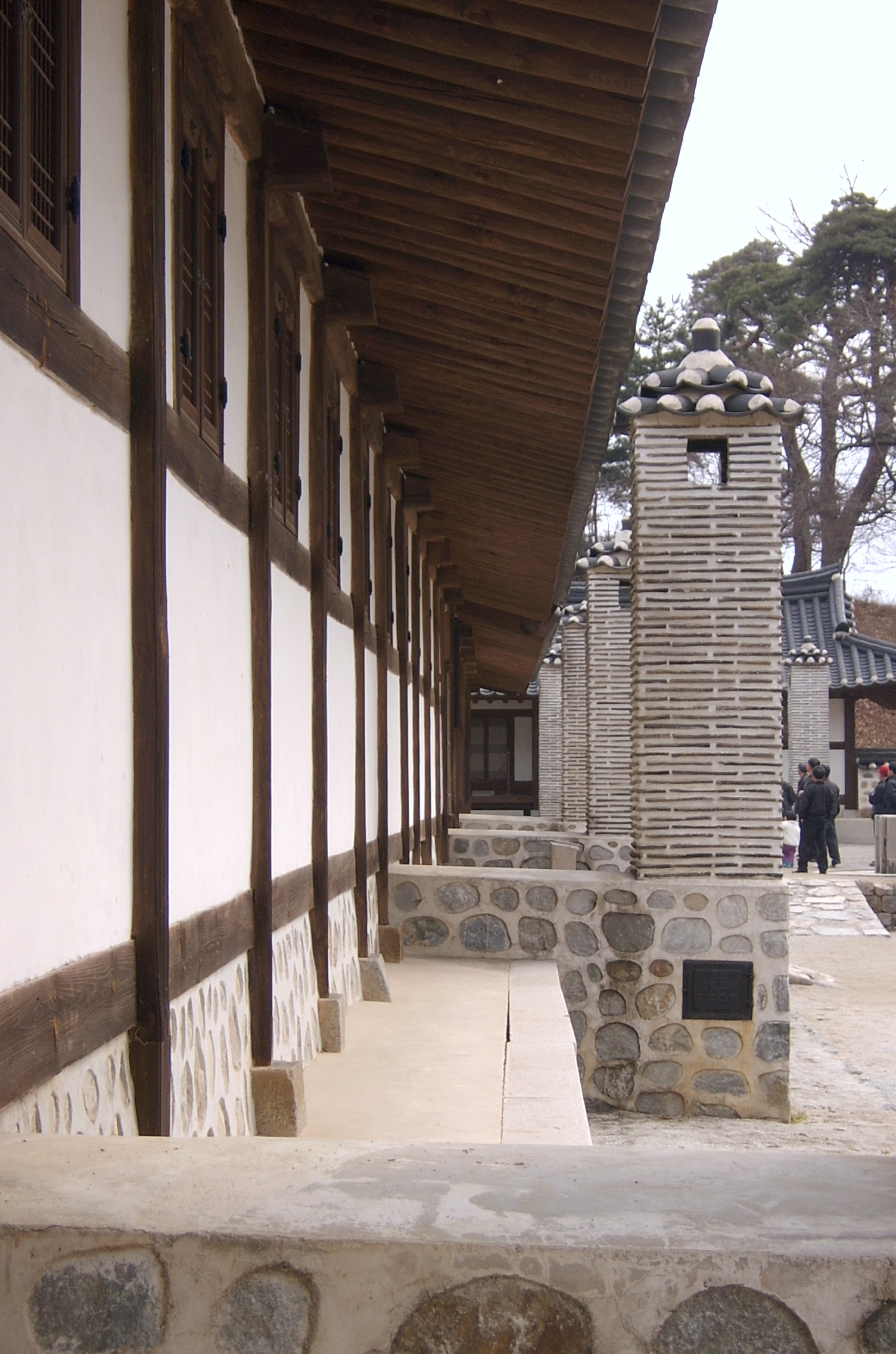